# Inondations de 1931 en Chine
Les inondations de 1931 en Chine sont l’une des catastrophes naturelles les plus meurtrières du XXe siècle, hors pandémies et famines. Un hiver neigeux suivi d'un printemps et d'un été pluvieux causent une crue exceptionnelle du Yangzi Jiang et du fleuve Jaune, ainsi que de la rivière Huai He. Les inondations à répétition que cela provoque tuent selon les estimations les plus prudentes entre 145 000, et  150 000 personnes. Mais en comptant les épidémies, plusieurs sources donnent jusqu'à quatre millions de victimes. Cette estimation de 3,7 à 4 millions de morts est la plus fréquemment admise dans les sources en ligne, ce qui en fait l'une des catastrophes les plus meurtrières du monde.

## Causes de la catastrophe
De 1928 à 1930, une sécheresse afflige la Chine. Mais à l'hiver 1930-31, de fortes chutes de neige se sont produites dans les montagnes du centre du pays et la fonte au printemps 1931 a été accompagnée de plusieurs épisodes de pluie, le tout faisant grimper le niveau des rivières.
En juillet et août 1931, le passage exceptionnel de sept cyclones tropicaux (en moyenne il n'y en a que deux par an) augmente encore considérablement le ruissellement. Les sols déjà saturés ne peuvent que se déverser vers les fleuves Yangzi Jiang et Huang He, ainsi que la rivière Huai He, ce qui engendre des inondations sur un vaste territoire. À Hankou, où se rejoignent plusieurs affluents derrière des digues en amont, le niveau du fleuve dépasse de 1,71 mètre le seuil d'inondation - valeur qui aurait pu être plus élevée si l'eau n'avait été retenue par les digues. L'inondation a duré deux mois à cet endroit à cause du lent débit du fleuve et de la quantité énorme retenue par les digues. Dans la région du lac Tung-Tin, le sol était inondé sur 100 à 150 km de largeur. Le Bund (Shanghai) est également inondé sous 1,7 mètre d'eau,

## Conséquences
Globalement, à la suite de la catastrophe, en plus des pertes humaines (jusqu’à quatre millions de morts), s'ajoutent les pertes matérielles et les épidémies. La surface inondée atteint 122 000 km2. Plus de dix millions d'individus se retrouvent sans abri.
La pire période des inondations va de juillet à août. Quatre stations météorologiques le long du fleuve Yangzi Jiang ont rapporté plus de 600 mm de pluie durant la période. Les régions les plus affectées ont été le Hubei, le Hunan, le Jiangxi, ainsi que les villes de Wuhan et Chongqing.
La crue du fleuve, augmentée par l'apport de la rivière fleuve Jaune, a atteint également la capitale Nankin. La ville située sur une île a subi des dommages catastrophiques. Il est estimé par certaines sources que des millions de personnes sont mortes noyées ou par les maladies infectieuses comme le choléra et le typhus. Femmes et fillettes sont vendues par les hommes désespérés ne pouvant subvenir à leurs besoins. Des cas d'infanticide et de cannibalisme sont même rapportés au gouvernement.
Dans la soirée du 25 août, la crue dévalant le Grand Canal rompt les digues du lac Gaoyou et environ 200 000 personnes meurent noyées dans leur sommeil.

## Projets de contrôle
Durant la période de la république de Chine avant 1949, le gouvernement du Kuomintang a mis sur pied divers organismes, comme la Commission de contrôle de la rivière Huai He, pour élaborer des solutions aux inondations fréquentes dans le centre de la Chine. Cependant, le manque de fonds et le chaos engendré par la guerre sino-japonaise (1937-1945) et la guerre civile chinoise n'ont permis que de construire de petits barrages le long du fleuve Yangzi Jiang.
Après la prise du pouvoir par les communistes, Mao Zedong s'est rendu dans la région en 1953 pour promouvoir un ambitieux programme de contrôle du fleuve, comprenant le barrage des Trois-Gorges. Ce dernier ouvrage devait dépasser tout ce qui avait été fait en Chine au cours des siècles, même la Grande Muraille de Chine de Qin Shi Huang et le Grand canal de l'empereur Sui Yangdi. Les scientifiques, ingénieurs et officiels qui ont émis des doutes quant à ce projet, comme Chen Mingshu, ont été persécutés lors de la campagne anti-droitistes. Li Siguang, un scientifique éminent et ministre des ressources géologiques, a même menacé de se suicider si le projet allait de l'avant.
À cause du manque de ressources, de la rupture sino-soviétique et du chaos du Grand Bond en avant, le barrage n'a pas dépassé le stade de la planification durant l'ère maoïste. Il a fallu attendre les années 1980 et la montée en puissance économique de la Chine pour que le projet reprenne. Le barrage hydroélectrique des Trois-Gorges a été achevé en 2012, devenant le plus important au monde à ce moment.

## Dans des œuvres de fiction
- Ces inondations sont illustrées par Hergé en 1934 dans l'album de Tintin Le Lotus bleu[13].